# Crossandra cinnabarina
Crossandra cinnabarina är en akantusväxtart som beskrevs av K. Vollesen. Crossandra cinnabarina ingår i släktet Crossandra och familjen akantusväxter. Inga underarter finns listade i Catalogue of Life.